# Ernst Bagelaar
Ernst Willem Jan (Ernst) Bagelaar, né le 16 septembre 1775 à Eindhoven et mort le 8 février 1837 à Son, est un soldat hollandais avec le grade de major et un artiste visuel. Dessinateur, graphiste et graveur à l'eau forte, il peint à la fin de sa vie des paysages et des portraits. 

## Biographie

### Naissance et famille
Ernst Bagelaar naît le 16 septembre 1775 à Eindhoven.
Il est le fils de Jan Otto Bagelaar et de Maria Dorothea Arpeau. Son frère cadet, le général de division Daniël Otto Bagelaar, est notamment connu pour avoir supervisé l'éducation des enfants du prince Guillaume II (1830).

### Carrière militaire
Il entre dans l'armée comme cadet en 1789. Il devient sous-lieutenant en 1795, premier lieutenant en 1798, capitaine du premier régiment de chasseurs hollandais en 1807, chef de Bataillon en 1814 et prend sa retraite comme major en 1815. Au cours de ces années, il participe à plusieurs campagnes aux Pays-Bas et dans des territoires allemands. À la honte du ministère de la Guerre, il prend sa retraite un an plus tard, à l'âge de quarante ans, avec le grade de major. La raison qu'il donne est qu'il souhaite laisser la place aux jeunes.

### Carrière artistique
Ernst Bagelaar est un amateur d'art et peut dès lors se consacrer au dessin. Sa passion pour l'art s'est éveillée en 1798 lorsqu'il voyait des dessins de maîtres anciens à Alkmaar. Depuis lors, il réalise ses premiers dessins pendant ses quelques heures de loisir, et depuis 1802 également ses premières gravures. Cette année-là, il fait l'acquisition de l'ouvrage Manier om op rood koper te snijden of te etsen d'Abraham Bosse. Dans cet ouvrage, il s'inspire des paysages allemands qu'il voit en chemin.
Il se met à exécuter des eaux-fortes.
Il développe son propre style et réalise plus de trois cents gravures. Une grande partie de son travail n'est pas complet parce qu'il pratique la profession comme passe-temps et qu'il offre son travail comme cadeau à ses amis.
En 1816, il reçoit une médaille d'argent de la Nederlandsche Huishoudelijke Maatschappij (Nederlandsche Huishoudelijke Maatschappij) pour ses estampes et la nouvelle façon dont il les réalise. De cette façon, il copie également des œuvres de Jan Luyken, dont beaucoup lui appartiennent. Il copie également d'autres artistes, comme Aelbert Cuyp et Rembrandt. Il utilise de la suie, de l'encre à ongles et de l'encre de Chine comme matériaux. Plus tard, il utilise également de la peinture à l'huile. Plus tard, il commence également à peindre des paysages et des miniatures. Il est aussi connu pour ses aquarelles.
Il est professeur de Gerardus Emaus de Micault et de Henricus Turken. En 1820, il est nommé membre de l'Académie royale des Beaux-Arts à Gand. Il passe ses dernières années dans un petit domaine près de Son.
Il meurt le 8 février 1837 à Son. Le 23 mars 1868, son patrimoine de dessins, gravures et peintures est vendu à La Haye. La Kunsthalle de Brême possédait déjà 283 feuilles de son œuvre au XIXe siècle.

## Gravures

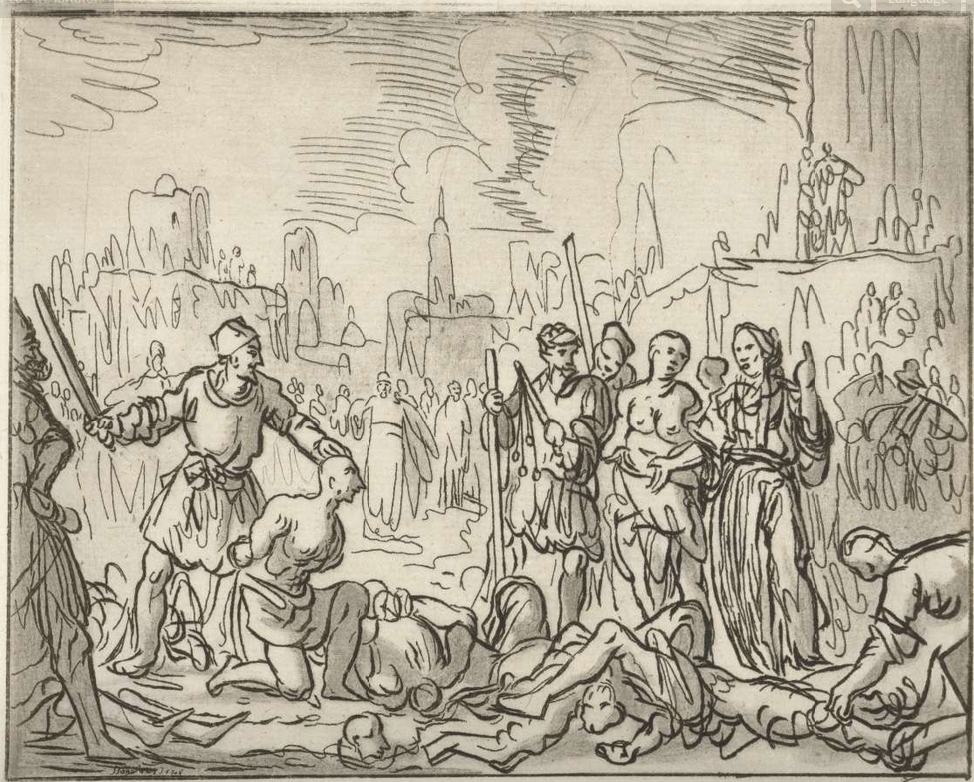
Felicitas met haar zeven zonen onthoofd.

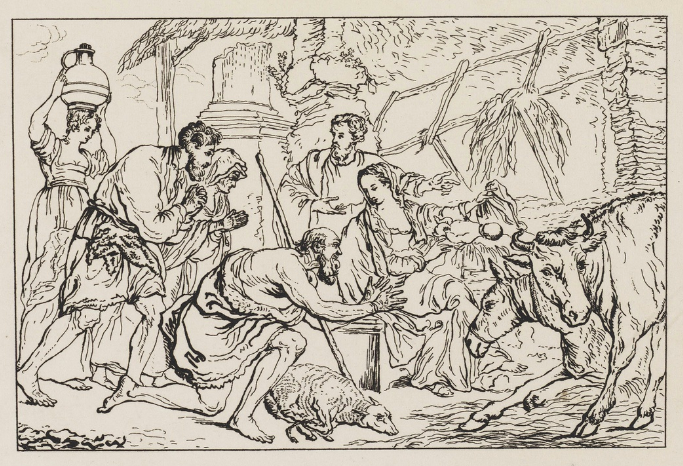
Aanbidding door de herders.

- Le Juif endormi, d’après Rembrandt[1].
- Portrait de J.-W. Pienemun, d’après Jan Willem Pieneman[1].
- Portrait du poète Jean Second, d’après  J. van Schoreel[1].
- Vue d'Arnheim, d’après Schelfhout[1].
- Marine, d’après van Goyen[1].
- Tempête en mer, d’après Bakhuizen[1].
- Deux vaches, d’après Adriaen van de Velde[1].
- Mouton, d’après Berchem[1].
- Mouton, d’après Karel Dujardin[1].
- Portrait de l'artiste, d’après Pieneman[1].
- Portrait de H. de Bruxelles[1].
- Portrait de J.-E. Marcus[1].
- Vignettes pour : Description succincte mais complète de l’état actuel de La Haye, 1816[1].